# Leptogorgia fuscopunctata
Leptogorgia fuscopunctata är en korallart som först beskrevs av Koch 1886.  Leptogorgia fuscopunctata ingår i släktet Leptogorgia och familjen Gorgoniidae. Inga underarter finns listade i Catalogue of Life.